# Казареа (Напуљ)
Казареа (итал. Casarea) је насеље у Италији у округу Напуљ, региону Кампанија.
Према процени из 2011. у насељу је живело 2548 становника. Насеље се налази на надморској висини од 36 м.